# Île Seymour (Nunavut)
Pour les articles homonymes, voir Île Seymour (homonymie).
L'île Seymour (anglais : Seymour Island) est une île du Nunavut (Canada) située dans les îles de la Reine-Élisabeth. Elle est localisée à 30 km au nord de l'île de Bathurst. L'île ainsi que les eaux environnantes sont incluses dans le refuge d'oiseaux de l'Île Seymour, qui est administré par le Service canadien de la faune.